# Arenys de Munt (kommun)
Arenys de Munt är en kommun i Spanien.   Den ligger i provinsen Província de Barcelona och regionen Katalonien, i den östra delen av landet, 500 km öster om huvudstaden Madrid. Antalet invånare är 8 530. Arean är 20,7 kvadratkilometer. Arenys de Munt gränsar till Sant Vicenç de Montalt, Arenys de Mar, Canet de Mar, Vallgorguina, Sant Iscle de Vallalta och Dosrius. 
Terrängen i Arenys de Munt är kuperad åt sydväst, men åt nordost är den platt.